# 1757 у літературі

## Книги
«Філософське дослідження про походження наших ідей піднесеного і прекрасного» — праця з естетики Едмунда Берка.

## П'єси
- «Побічний син» (фр. «Le Fils naturel») — комедія Дені Дідро.
- «Польський парижанин» — комедія Францішека Богомольця.

## Народились
- 16 лютого — Юліан Урсин Нємцевич, польський поет і драматург.
- 9 квітня — Войцех Богуславський, польський актор, режисер, драматург, «батько польського театру».
- 28 листопада — Вільям Блейк, англійський поет та художник.
- 27 листопада — Мері Робінсон (до шлюбу Дарбі), англійська акторка, поетеса.

## Померли
- 9 січня — Бернар ле Бов'є де Фонтенель, французький філософ, релігієзнавець, письменник та поет.